# Otto Graf Lambsdorff
Otto Friedrich Wilhelm Freiherr von der Wenge Graf Lambsdorff, dit Otto Graf Lambsdorff ou Otto Lambsdorff, né le 20 décembre 1926 à Aix-la-Chapelle et mort le 5 décembre 2009 à Bonn, est un avocat, homme d'affaires et homme politique allemand membre du Parti libéral-démocrate (FDP).
Issu d'une famille noble, il est grièvement blessé pendant la Seconde Guerre mondiale et étudie le droit en Allemagne de l'Ouest après le conflit. Il rejoint le FDP en 1951, intègre le secteur privé en 1957 et devient avocat trois ans plus tard.
En 1972, il est élu député fédéral au Bundestag et prend les fonctions de porte-parole pour l'économie du FDP. Nommé ministre fédéral de l'Économie en 1977, il se fait le défenseur de l'ordolibéralisme et de la réduction du déficit public. Le rejet de ses propositions en la matière entraîne en 1982 la rupture de la coalition sociale-libérale au pouvoir.
Il est confirmé juste après dans ses fonctions ministérielles dans la nouvelle coalition noire-jaune mais doit démissionner en 1984 après sa mise en cause dans l'affaire Flick. En 1988 il prend la présidence fédérale du Parti libéral-démocrate et de la société Iveco Magirus. Il abandonne la direction du FDP en 1993 et devient président de la fondation Friedrich-Naumann deux ans plus tard.
Il quitte le Bundestag en 1998 et la présidence de la fondation en 2006. Retiré du monde des affaires en 2008, il meurt l'année suivante.

## Biographie

### Enfance et jeunesse
Aîné des trois enfants de Herbert Graf Lambsdorff et de Eva von Schmid, il est issu de la noblesse allemande, comme l'indiquent dans son patronyme les titres de « Freiherr » (baron) et « Graf » (comte).
Il effectue ses études primaires et secondaires à Berlin puis Brandebourg-sur-la-Havel entre 1932 et 1944. À l'âge de dix-huit ans, il intègre la Wehrmacht pour accomplir son service militaire obligatoire. Il est grièvement blessé au cours de combats et se fait amputer d'une jambe.

### Formation
Il obtient son baccalauréat à Unna en 1946. L'année suivante, il s'inscrit à l'université rhénane Frédéric-Guillaume de Bonn et suit un cursus en droit. Il le termine en 1950, lorsqu'il obtient son premier diplôme juridique d'État.
Ayant adhéré en 1951 au Parti libéral-démocrate (FDP), il passe avec succès son doctorat de droit en 1952 et son second diplôme juridique d'État en 1955.

### Vie professionnelle et ascension en politique
Sa vie professionnelle débute en 1957 dans le secteur du crédit au sein de la banque privée Trinkaus. Parvenu aux fonctions de directeur exécutif de l'établissement, il est admis en 1960 au barreau de Düsseldorf.
En 1968, il est désigné trésorier du FDP de Rhénanie-du-Nord-Westphalie, présidé par le vice-ministre-président et ministre de l'Intérieur du Land Willi Weyer. Il rejoint trois ans plus tard le conseil d'administration de la compagnie d'assurances Victoria-Rückversicherung AG.
Il est investi candidat du FDP en Rhénanie-du-Nord-Westphalie dans la perspective des élections fédérales anticipées du 19 novembre 1972. Élu député fédéral au Bundestag, il est aussitôt choisi comme le porte-parole pour l'économie du groupe parlementaire du Parti libéral-démocrate, présidé par Wolfgang Mischnick. En parallèle, il intègre le comité directeur fédéral du FDP.
L'année suivante, il fait partie des fondateurs de la Commission Trilatérale.

### Ministre fédéral de l'Économie

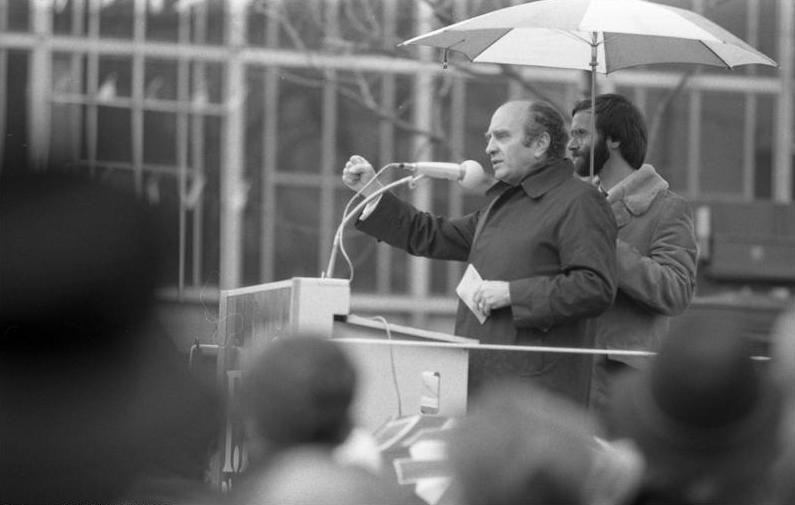
Otto Graf Lambsdorff en meeting à Cologne pour les élections fédérales anticipées de 1983.

Après l'assassinat de Jürgen Ponto, Hans Friderichs décide de quitter le gouvernement fédéral et rejoindre le secteur privé. Otto Graf Lambsdorff est alors nommé à 50 ans ministre fédéral de l'Économie dans le deuxième cabinet de coalition sociale-libérale du chancelier fédéral social-démocrate Helmut Schmidt. Il se présente comme un défenseur de l'ordolibéralisme et de l'économie de marché, se faisant critique des dépenses qui creusent le déficit budgétaire fédéral.
Le 13 septembre 1982, il propose une nouvelle stratégie économique, avec le document « Concept pour une politique pour dépasser la faible croissance et combattre du chômage », qui suggère de revenir sur les acquis sociaux des dernières années. Schmidt se prononce vigoureusement contre lors d'un meeting électoral en Hesse et lors d'une réunion du groupe SPD au Bundestag. Les libéraux en tirent les conséquences et démissionnent du gouvernement quatre jours plus tard, mettant fin à treize ans d'alliance avec les sociaux-démocrates.
Après que le Bundestag a adopté le 1er octobre une motion de censure constructive au profit de Helmut Kohl, Lambsdorff est renommé dans ses responsabilités ministérielles trois jours plus tard. Il en démissionne le 27 juin 1984 en conséquence de sa mise en cause dans l'immense scandale causé par l'affaire Flick. En 1987, il est condamné à 180 000 DM d'amende pour « fraude fiscale ».

### Président fédéral du FDP

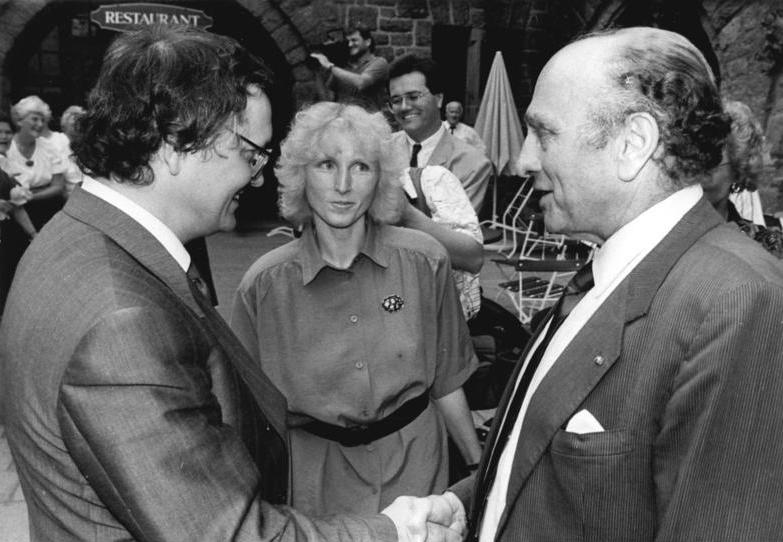
Rencontre entre Lambsdorff et le président du DFP Jürgen Schmieder en juillet 1990 à Berlin.

En 1988, Martin Bangemann est nommé membre de la Commission européenne par le gouvernement fédéral. En conséquence, le 39e congrès fédéral ordinaire du FDP, convoqué en octobre à Wiesbaden, doit pourvoir à la présidence fédérale du parti. Postulant face à la trésorière fédérale Irmgard Adam-Schwaetzer, Otto Graf Lambsdorff est élu par 211 voix contre 187 à sa concurrente, désignée vice-présidente fédérale. Cette même année, il devient président du conseil de surveillance d'Iveco Magirus.
Pour les élections législatives de l'Allemagne réunifiée du 2 décembre 1990, il laisse à Hans-Dietrich Genscher les fonctions de chef de file libéral-démocrate. Il est choisi en 1991 pour présider l'Internationale libérale (IL) pour un mandat de trois ans. Au cours du 44e congrès fédéral ordinaire du FDP à Münster en juin 1993, il cède la présidence fédérale du parti à Klaus Kinkel. Il reçoit alors le titre honorifique de « président d'honneur » qu'il partage avec Walter Scheel.

### Après la politique
Il est désigné en 1995 président de la fondation Friedrich-Naumann, le think-tank du FDP. Ayant renoncé à postuler à un septième mandat aux élections fédérales de 1998, il se retire du Bundestag après 25 ans de mandat parlementaire. Il renonce à présider la fondation en 2006, au profit de Wolfgang Gerhardt, et Iveco deux ans après.

### Vie privée
Il se marie deux fois. Ayant épousé en secondes noces Alexandra von Quistorp, il est père de trois enfants issus de son premier mariage. Il a principalement vécu à Bad Münstereifel, dans le quartier d'Eschweiler, ainsi qu'à Bonn, où il meurt le 5 décembre 2009 à l'âge de 82 ans.
Son neveu Alexander a été député européen puis député au Bundestag.

## Récompenses internationales
- 2004 : le Prix Lumière de la vérité
- Ordre de la Croix de Terra Mariana de première classe